# Anatoli Wassiljewitsch Rschanow

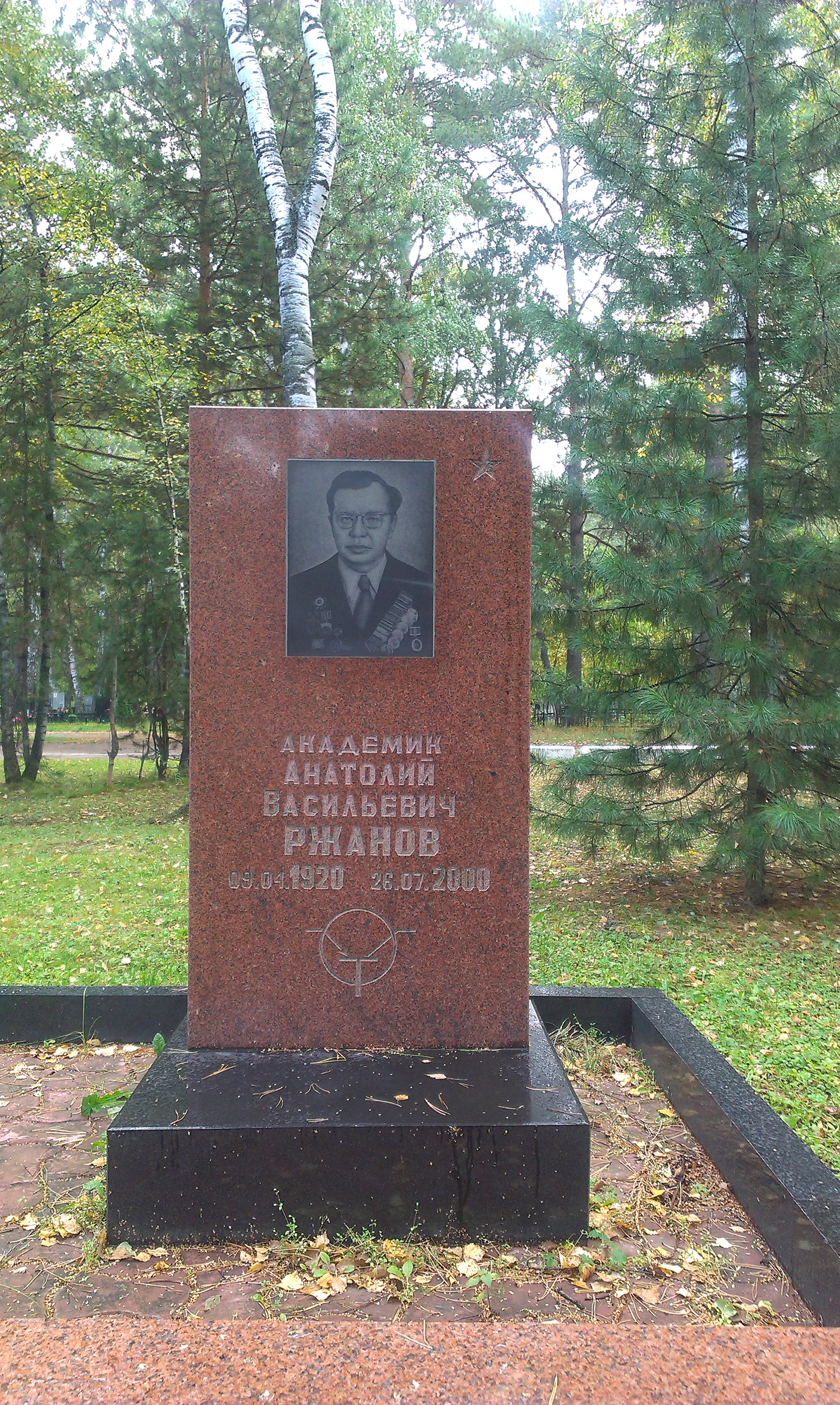
Rschanows Grabstein auf dem Nowosibirsker Südfriedhof

Anatoli Wassiljewitsch Rschanow (russisch Анатолий Васильевич Ржанов; * 9. April 1920 in Iwanowo-Wosnessensk; † 25. Juli 2000 in Nowosibirsk) war ein russischer Physiker und Hochschullehrer.

## Leben
Bei Beginn des Deutsch-Sowjetischen Krieges befand sich Rschanow im letzten Studienjahr seines Studiums am Leningrader Polytechnischen Institut. Im Dezember 1941 meldete er sich als Freiwilliger zur Marineinfanterie. Für die mit Auszeichnung bestandene Abschlussprüfung und die Verteidigung seiner Diplomarbeit erhielt er einen kurzen Urlaub. Er diente dann auf einem U-Jagd-Boot der Baltischen Flotte und wurde im Brückenkopf von Oranienbaum eingesetzt. Er kommandierte eine Aufklärungseinheit und führte Streifen vor der Front durch. Bei Kämpfen zum Aufbrechen der Leningrader Blockade 1943 wurde er schwer verwundet. Ende 1943 wurde er demobilisiert und absolvierte die Eingangsprüfung für die Aspirantur am Moskauer Lebedew-Institut für Physik (FIAN) der Akademie der Wissenschaften der UdSSR (AN-SSSR, ab 1991 Russische Akademie der Wissenschaften (RAN)). Infolge einer Erkrankung und erneuter Verletzung anlässlich eines Frontbesuchs mit Erblindung eines Auges befand er sich 1944–1945 in Krankenhäusern. Während der Aspirantur am FIAN war er an den Arbeiten für den ersten Halbleiter-Transistor in der UdSSR beteiligt. Nach dem Abschluss der Aspirantur 1948 und Verteidigung seiner Arbeit über die piezoelektrischen Eigenschaften von Ferroelektrika wurde er 1949 zum Kandidaten der physikalisch-mathematischen Wissenschaften promoviert. 1962 wurde er zum Doktor der physikalisch-mathematischen Wissenschaften promoviert.
1962 reiste Rschanow auf Einladung Michail Alexejewitsch Lawrentjews mit einer Gruppe von Mitarbeitern des FIAN in das Nowosibirsker Akademgorodok und organisierte das Institut für Festkörperphysik. Im gleichen Jahr wurde er zum Korrespondierendes Mitglied der AN-SSSR gewählt. Er lehrte an der Universität Nowosibirsk und gründete 1963 den Lehrstuhl für Halbleiterphysik, den er dann leitete (1966 Ernennung zum Professor). Einer seiner bekanntesten Schüler war Igor Georgijewitsch Neiswestny. 1964 entstand aus dem Institut für Festkörperphysik und dem Institut für Radiophysik das Halbleiter-Institut der Sibirischen Abteilung (SO) der AN-SSSR mit Rschanow als Direktor.
Rschanow führte grundlegende Arbeiten zur Physik der Dielektrika und Halbleiter und zur Halbleiterelektronik durch. Er entdeckte und untersuchte den Piezoeffekt der Bariumtitanat-Keramiken. Arbeitsschwerpunkte waren Germanium-Punktkontaktdioden und -trioden, Rekombinationsprozesse im Volumen und an Oberflächen von Halbleitern, die Eigenschaften der Elektronenzustände an Oberflächen sowie die Entwicklung von energieunabhängigen Matrixspeicherelemente, von Mikrowellenelektronik-Geräten und von Fotoaufnahmegeräten für Spektralbereiche vom sichtbaren Bereich bis zum fernen Infrarot.
1984 wurde Rschanow Wirkliches Mitglied der AN-SSSR und 1985 Vizevorsitzender der SO der AN-SSSR. Als Rschanow 1990 in den Ruhestand ging, trat Konstantin Konstantinowitsch Switaschew seine Nachfolge als Direktor des Halbleiter-Instituts an.
2006 wurde das Halbleiter-Institut das Rschanow-Halbleiter-Institut und 2010 die Straße davor die Rschanowstraße.

## Ehrungen, Preise
- Tapferkeitsmedaille
- Medaille „Für die Verteidigung Leningrads“
- Orden des Vaterländischen Krieges II. Klasse (1945)[6]
- Orden des Vaterländischen Krieges I. Klasse
- Orden des Roten Banners der Arbeit[2]
- Leninorden (1980)[3]
- Orden der Oktoberrevolution[2]
- Preis des Ministerrats der UdSSR (1984)[4]
- Verdienstorden für das Vaterland IV. Klasse[2][5]